# Характеристическая пьеса (музыка)

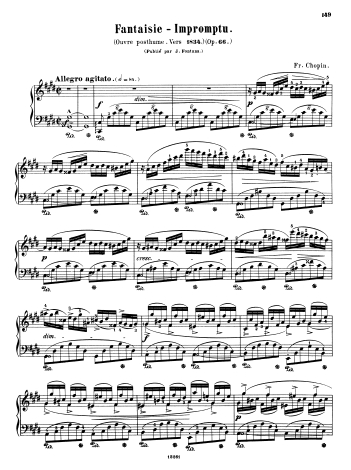
Первая страница пьесы «Фантазия-экспромт» (1834) Фредерика Шопена, одной из самых известных характеристических пьес

Характеристи́ческая пье́са, хара́ктерная пьеса (от нем. Charakterstück) — небольшое музыкальное произведение, отражающее настроение или имеющее программное название.
Часть произведений, в названии которых фигурирует слово charakter, сharacteristic, подразумевают другое значение — «характе́рный», то есть представляющий собой пример указанной формы музыкального произведения (романса, этюда и т. п.).

## История
Первые упоминания charakter- в названии пьес встречаются уже в XVIII веке, например, у Бетховена, который назвал так симфоническую увертюру «Леонора». До 1830-х годов термин остаётся малоупотребимым, но затем, с развитием фортепианной музыки, находит всё больше приверженцев этой формы. Во второй половине XIX века появляется множество характиристических пьес и наблюдается тенденция к расширению значения термина: кроме музыки, характеризующей настроение, он начинает относиться и к музыкальному описанию мест, событий и персонажей.